# 馬馴 (永樂進士)
馬馴（1382年—？），字至善，陝西西安府長安縣通化里人，明朝政治人物。進士出身。

## 生平
陝西鄉試四十九名。永樂十年（1412年）壬辰科會試三十二名，殿試登進士第三甲第三十八名。后選為翰林院庶吉士，編撰永樂大典。

## 家族
曾祖馬添祥。祖父馬良彬。父亲馬伯原。